# Myopa bella
Myopa bella är en tvåvingeart som beskrevs av Krober 1916. Myopa bella ingår i släktet Myopa och familjen stekelflugor. Inga underarter finns listade i Catalogue of Life.